# Nils Weiland

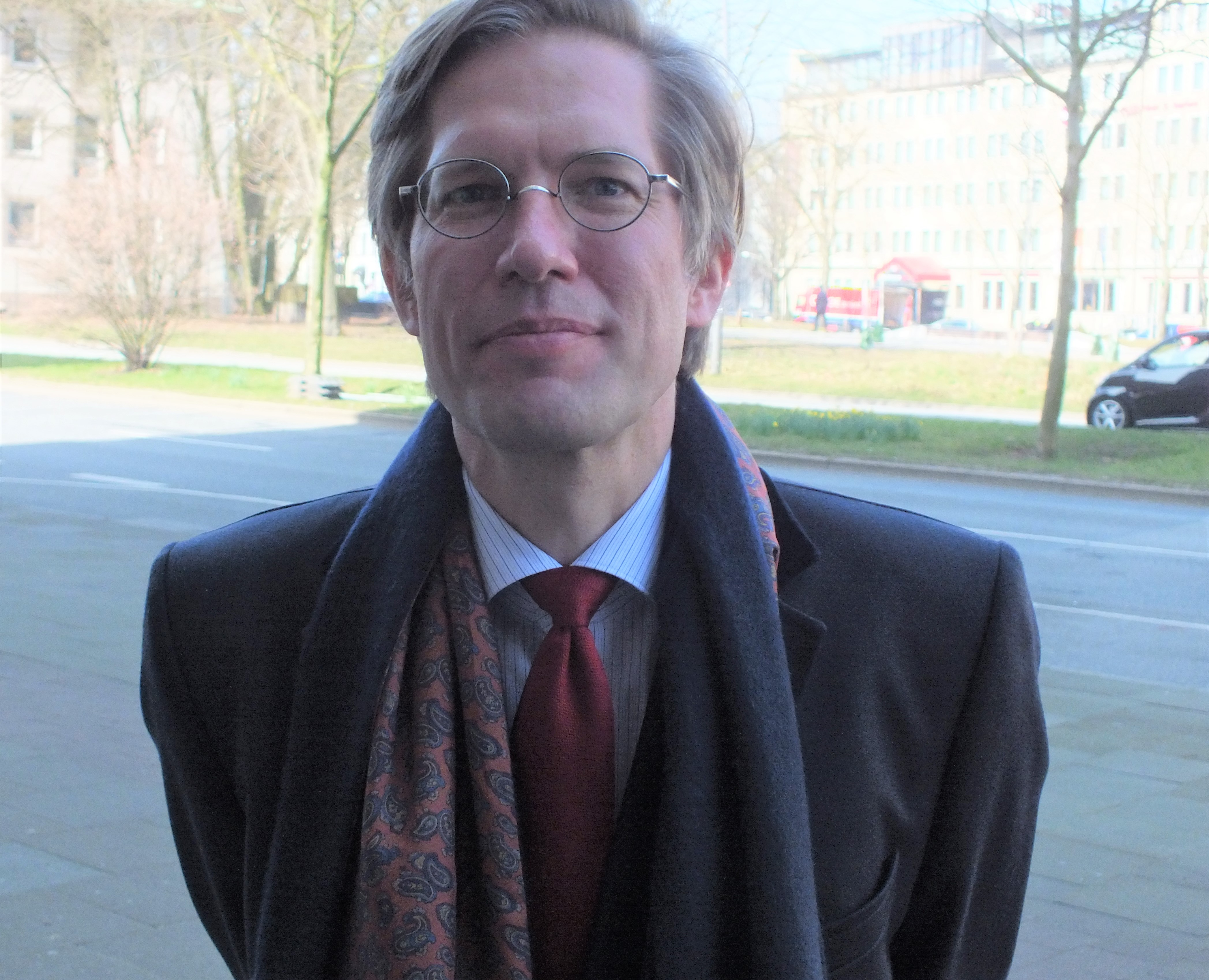
Nils Weiland (2022)

Unterschrift Nils Weiland

Nils Gustav Weiland (* 1973) ist ein deutscher Politiker (SPD). Seit November 2021 ist er einer der beiden Landesvorsitzenden der SPD Hamburg.

## Leben
Weiland machte 2000 den Master in Public Administration an der Harvard Kennedy School of Government. Er studierte Rechtswissenschaft an der Universität Hamburg und wurde dort 2003 mit der gesellschaftsrechtlichen Schrift Synergieeffekte bei der Abfindung außenstehender Gesellschafter zum Doktor der Rechte promoviert. Von 2003 bis 2005 war er Rechtsanwalt in einer internationalen Wirtschaftskanzlei in Berlin. Von 2005 bis 2009 war er Rechtsanwalt in einer internationalen Wirtschaftskanzlei in Hamburg. Seit 2010 ist er Partner der Kanzlei Weiland Rechtsanwälte. Er ist Mitglied des Richterwahlausschusses der Freien und Hansestadt Hamburg.
Weiland ist verheiratet und hat drei Kinder. Sein Vater Gerd Weiland war von 1970 bis 1997 Mitglied der Hamburgischen Bürgerschaft.

## Politik
Weiland ist seit 1990 Mitglied der SPD. Bei der Bürgerschaftswahl in Hamburg 2011 trat er auf Platz vier der Wahlkreisliste im Wahlkreis Alstertal – Walddörfer an, verfehlte jedoch den Einzug in die Bürgerschaft. Er war von 2012 bis 2021 stellvertretender Landesvorsitzender der SPD. Am 6. November 2021 wurde er mit 78,6 Prozent der Delegiertenstimmen zum Landesvorsitzenden der SPD Hamburg gewählt. Er übt den Landesvorsitz gemeinsam mit Melanie Leonhard aus.